# Manillagaleonen

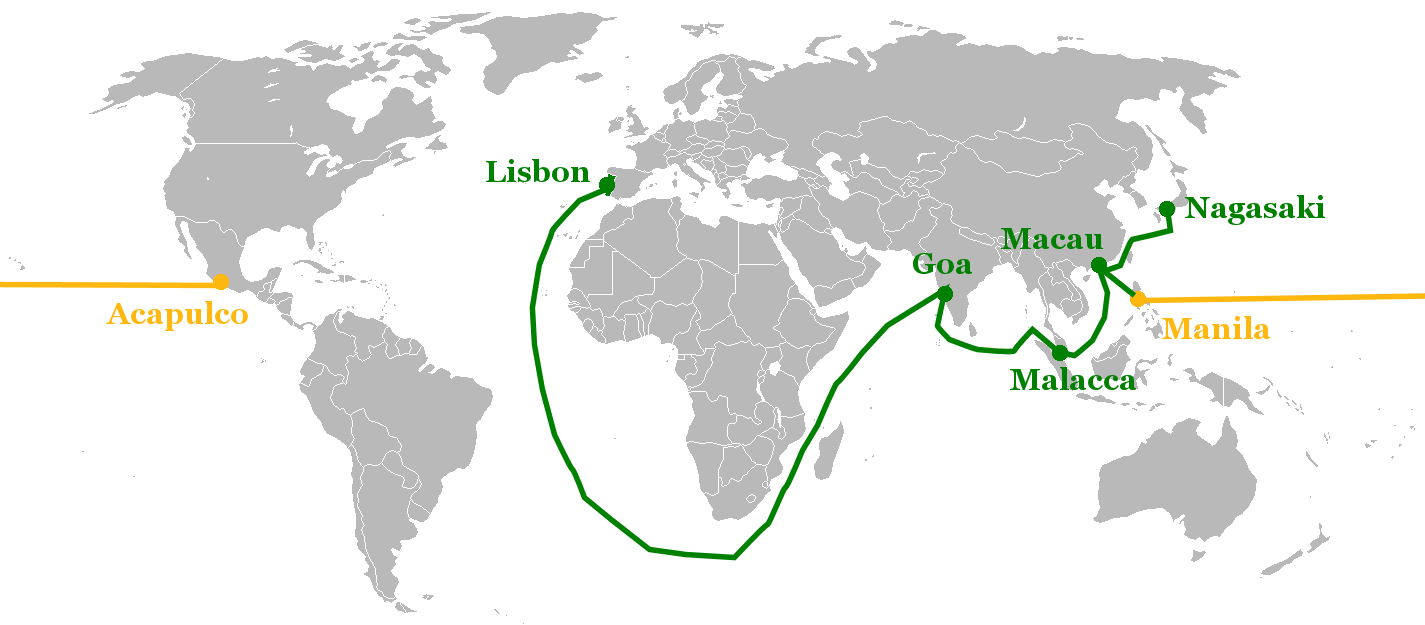
Karta som jämför de spanska handelsvägarna från Asien (gult) med de portugisiska (grönt.) De spanska slapp runda Afrika, men hade nackdelen av en långsam, fast säker, landförbindelse mellan Acapulco och Veracruz.

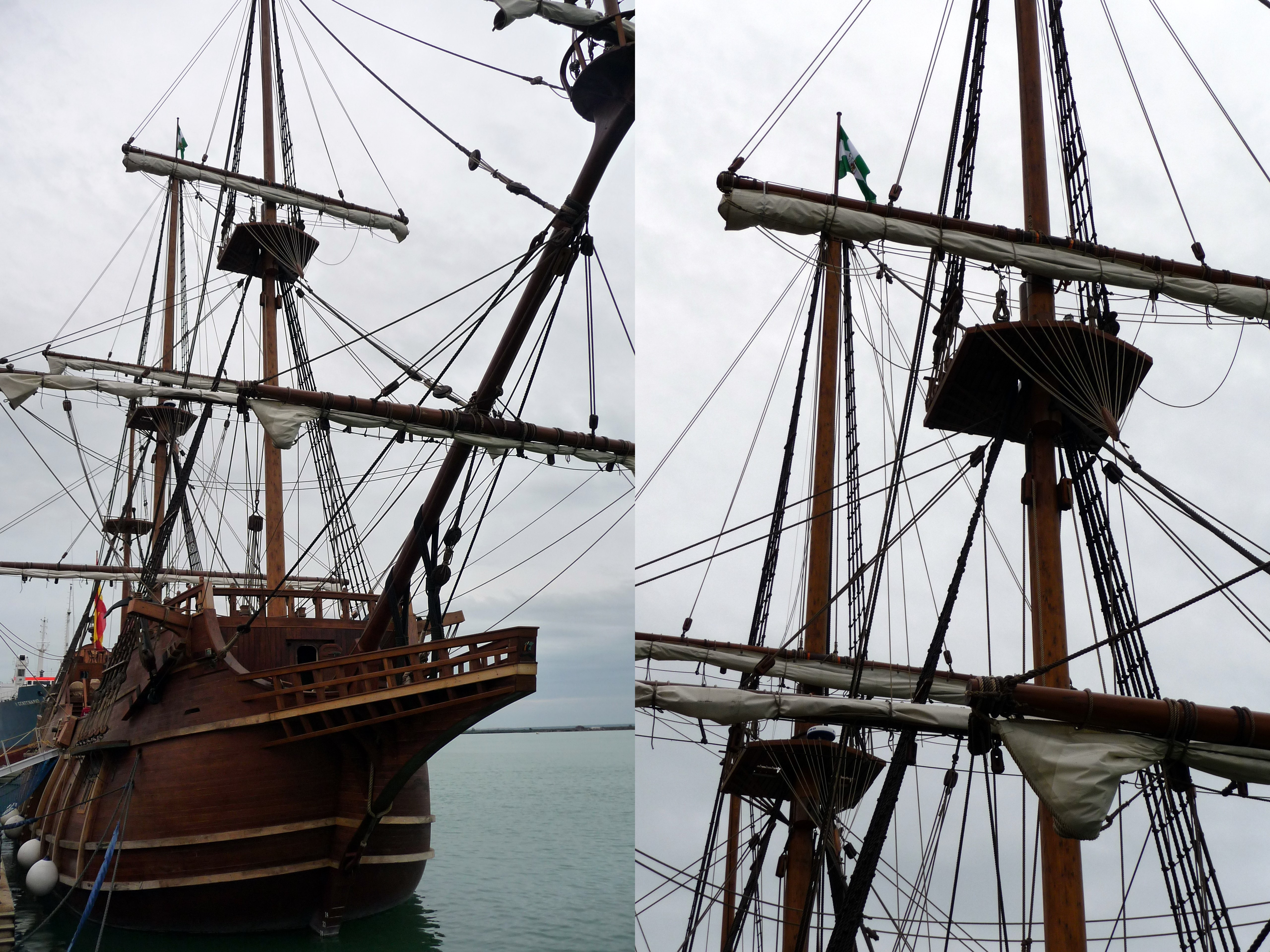
Galeonen Andalucia är en modern kopia av en Manillagaleon.

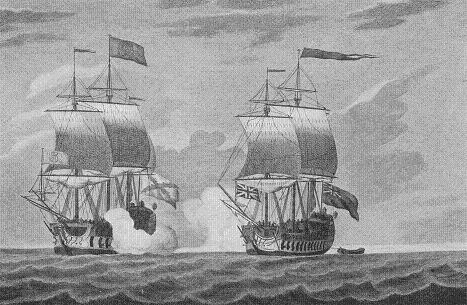
Manillagaleonen Nuestra Señora de Cabagonda erövras med sin värdefulla last av det brittiska örlogsfartyget Centurion 1741.

Manillagaleonen var den spanska kolonialmaktens sjöförbindelse mellan Filippinerna och Nya Spanien. Upptäckten och erövringen av Filippinerna och den följande upptäckten av sjövägen från Filippinerna till Mexiko skapade en förbindelse mellan Spanien och Asien.

## Lasten
Manillagaleonens lönsamhet vilade på det höga silverpriset i Asien och den goda tillgången på silver i Mexiko. Det tillät spanjorerna att köpa asiatiska lyxvaror billigt och avsätta dem i Europa med minst 300 procents vinst. Från Asien förde Manillagaleonen silke, bomull, elfenben, mattor, tyger, lackerade trävaror och annat vilket kom från Kina, Indien, Java, Sri Lanka och Persien. Den medförde även officiell och privat korrespondens samt passagerare; köpmän, militärer och missionärer. Från Acapulco medfördes silver eller silvermynt som betalningsmedel för handelsvarorna och för att täcka utgifterna för den spanska kolonialadministrationen, missionen och krigsmakten på Filippinerna. Missionärer, militärer och ämbetsmän medfördes även som passagerare.

## Seglationen
Galeonen lämnade årligen Manilla i juli eller senast i augusti, annars fick färden uppskjutas ett år på grund av de då rådande vindförhållandena. Återresan skedde efter fem eller sex månader och galeonen kom därför tillbaka till Manilla i december eller januari. Från Acapulco fanns det sedan en landsväg via Mexico City till Veracruz, där vidare förbindelse till Spanien skedde med Silverflottan.

## Fartyget
Manillagaleonen var en galeon om 500 till 1 500 tons dräktighet vilken seglade sjövägen Manilla - Acapulco med en värdefull last värderad till uppemot 2 ½ miljoner pesos. Den första seglatsen genomfördes 1565 och den sista 1821. Fartyget var vanligen byggt i Bagatao på Filippinerna eller i Autlan i den nuvarande delstaten Jalisco i Mexiko.